# Championnat de France de demi-fond
Le championnat de France de demi-fond est l'une des épreuves au programme des championnats de France de cyclisme sur piste.
Non disputée en 1995 et 1996 par suite de la disparition de la spécialité du programme des championnats du monde (dernière édition en 1994), la course est à nouveau au calendrier depuis 1997 mais est disputée séparément des autres épreuves.
L'épreuve est disputée par les hommes uniquement depuis 1885.
Jusqu'en 1893, la course se déroulait sans entraîneur. De 1894 à 1897 et en 1901, elle s'est déroulée derrière entraîneurs humains. Les autres éditions eurent lieu avec entraînement mécanique.

## Palmarès
| Année                              | Date                    | Lieu                                           | Distance            | Vainqueur                      | Deuxième                     | Troisième                    |
| 1885                               |                         |                                                |                     | Jules Dubois                   | Henri Pagis                  | Xavier Cruat                 |
| 1886                               | 17/10                   |                                                | 100 km              | Frédéric de Civry              | Jules Dubois                 | Charles Terront              |
| 1887                               | 04/09                   | Paris                                          | 100 km              | Frédéric de Civry              | Charles Terront              | Jules Dubois                 |
| 1888                               | 02/09                   | Hippodrome de Longchamp                        | 100 km              | Charles Terront                | Louis Cottereau              | Paul Medinger                |
| 1889                               | 01/09                   | Hippodrome de Longchamp                        | 100 km              | Charles Terront                | Michel Hermet                | Henri Béconnais              |
| 1890                               | 31/08                   | Hippodrome de Longchamp                        | 100 km              | Henri Béconnais                | Dominique De Mello           | Jules Dubois                 |
| 1891                               | 30/08                   | Vélodrome de Courbevoie                        | 100 km              | Fernand Charron                | Henri Fournier               | Henri Béconnais              |
| 1892                               |                         |                                                |                     | Henri Farman                   | Jules Dubois                 | Charles Piquet               |
| 1893                               | 08/10                   | Vélodrome de la Seine                          | 100 km              | Lucien Louvet                  | Henri Fournier               | André Fossier                |
| 1894                               |                         |                                                |                     | Constant Huret                 | Edmond Jacquelin             | Jacques Dubois               |
| 1895                               |                         |                                                |                     | Lucien Lesna                   | Pierre Lartigue              | Gustave Siolliac             |
| 1896                               |                         |                                                |                     | Alphonse Baugé                 | Edmond Williams              | Édouard Taylor               |
| 1897                               |                         |                                                |                     | Émile Bouhours                 | Paul Bourotte                | Denis Digeon                 |
| 1898                               |                         |                                                |                     | Émile Bouhours                 | Alphonse Baugé               | Denis Digeon                 |
| 1899                               |                         |                                                |                     | Édouard Taylor                 | Émile Bouhours               | Alphonse Baugé               |
| 1900                               |                         |                                                |                     | Émile Bouhours                 | Alphonse Baugé               | Édouard Léonard              |
| 1901                               |                         |                                                |                     | Paul Bourotte                  | Charles Jue                  | Eugenio Bruni                |
| 1902                               |                         |                                                |                     | Émile Bouhours                 | Henri Contenet               | Henri Cornet                 |
| 1903                               |                         |                                                |                     | Henri Contenet                 | Paul Dangla                  | Charles Albert Brécy         |
| 1904                               |                         |                                                |                     | Albert Champion                | Paul Guignard                | Henri Contenet               |
| 1905                               |                         |                                                |                     | Paul Guignard                  | Marcel Lecuyer               | César Simar                  |
| 1906                               |                         |                                                |                     | Louis Darragon                 | Antoine Dussot               | Émile Bouhours               |
| 1907                               |                         |                                                |                     | Louis Darragon                 | Antoine Dussot               | Maurice Bardonneau           |
| 1908                               |                         |                                                |                     | Georges Parent                 | Paul Guignard                | Henri Contenet               |
| 1909                               |                         |                                                |                     | Georges Parent                 | Louis Darragon               | M? Ellena                    |
| 1910                               |                         |                                                |                     | Georges Parent                 | Louis Darragon               | Maurice Bardonneau           |
| 1911                               |                         |                                                |                     | Louis Darragon                 | Émile Bouhours               | Daniel Lavalade              |
| 1912                               |                         |                                                |                     | Paul Guignard                  | Louis Darragon               | Daniel Lavalade              |
| 1913                               |                         |                                                |                     | Paul Guignard                  | Daniel Lavalade              | Georges Parent               |
| 1914                               |                         |                                                |                     | Paul Guignard                  | Georges Parent               | Achille Germain              |
| 1919                               | 21 septembre            | Vélodrome du Parc des Princes                  | 100 km              | Georges Sérès                  | Jules Miquel                 | Fernand Larrue               |
| 1920                               |                         |                                                |                     | Georges Sérès                  | Léon Didier                  | Henri Fossier                |
| 1921                               |                         |                                                |                     | Léon Didier                    | Marcel Godivier              | Henri Fossier                |
| 1922                               |                         |                                                |                     | Georges Sérès                  | Gustave Ganay                | Marcel Godivier              |
| 1923                               |                         |                                                |                     | Georges Sérès                  | Léon Parisot                 | Jules Miquel                 |
| 1924                               |                         |                                                |                     | Robert 'Toto' Grassin          | Gustave Ganay                | Georges Sérès                |
| 1925                               |                         |                                                |                     | Georges Sérès                  | Ali Neffati                  | Marcel Godivier              |
| 1926                               |                         |                                                |                     | Gustave Ganay                  | André Jubi                   | Georges Sérès                |
| 1927                               |                         |                                                |                     | Jean Brunier                   | Léon Parisot                 | Georges Paillard             |
| 1928 (mai)                         |                         |                                                |                     | Georges Paillard               | Léon Parisot                 | Georges Sérès                |
| 1928 (juillet)                     |                         |                                                |                     | Henri Bréau                    | Léon Parisot                 | Georges Paillard             |
| 1928 (septembre)                   |                         |                                                |                     | Ernest Catudal                 | Robert Grassin               | François Vallée              |
| 1929                               |                         |                                                |                     | Georges Paillard               | Léon Parisot                 |                              |
| 1930                               |                         |                                                |                     | Georges Paillard               | Charles Lacquehay            | François Urago               |
| 1931                               |                         |                                                |                     | Georges Paillard               | Charles Lacquehay            | Robert 'Toto' Grassin        |
| 1932                               |                         |                                                |                     | Georges Paillard               | Charles Lacquehay            | François Urago               |
| 1933                               |                         |                                                |                     | Charles Lacquehay              |                              |                              |
| 1934                               |                         |                                                |                     | Georges Paillard               | Georges Wambst               | Charles Lacquehay            |
| 1935                               |                         |                                                |                     | Auguste Wambst                 | Charles Lacquehay            | Georges Paillard             |
| 1936                               |                         |                                                |                     | André Raynaud                  | Georges Wambst               | Ernest Terreau               |
| 1937                               |                         |                                                |                     | Ernest Terreau                 | Georges Wambst               | Charles Lacquehay            |
| 1938                               |                         |                                                |                     | Henri Lemoine                  | Georges Paillard             | Charles Lacquehay            |
| 1939                               | 23 juillet              | Parc des Princes                               | 100 km              | Louis Minardi                  | Georges Wambst               | Henri Sausin                 |
| 1940                               |                         |                                                |                     | Georges Wambst                 | Raoul Lesueur                | Robert Oubron                |
| 1941                               |                         |                                                |                     | Ernest Terreau                 | Henri Lemoine                | Louis Minardi                |
| 1942                               | 2 aout                  | Vélodrome du Parc des Princes                  | 100 km              | Henri Lemoine                  | Raoul Lesueur                | Louis Chaillot               |
| 1943                               |                         |                                                |                     | Ernest Terreau                 | Raoul Lesueur                | Louis Minardi                |
| 1944                               |                         |                                                |                     | Louis Chaillot                 | Louis Minardi                | Raoul Lesueur                |
| 1945                               |                         | Stade Vélodrome Auguste-Delaune (Reims)        |                     | Henri Lemoine                  | Louis Chaillot               | Gabriel Claverie             |
| 1946                               |                         |                                                |                     | Louis Chaillot                 | Raoul Lesueur                | Henri Lemoine                |
| 1947                               |                         |                                                |                     | Jean-Jacques Lamboley          | Louis Chaillot               | Raoul Lesueur                |
| 1948                               |                         |                                                |                     | Jean-Jacques Lamboley          | Gabriel Claverie             | Paul Chocque                 |
| 1949                               |                         |                                                |                     | Raoul Lesueur                  | Jean-Jacques Lamboley        | Guy Bethery                  |
| 1950 (Professionnels -1e édition)  | 1er juin (finale)       | Parc des Princes                               | 100 km              | Georges Sérès (fils)           | Henri Lemoine                | Amédée Fournier              |
| 1950 (2e édition)                  | 24 septembre (finale)   | Parc des Princes                               | 100 km              | Georges Sérès (fils)           | Raoul Lesueur                | Amédée Fournier              |
| 1950 (3e édition)                  | 10 décembre (finale)    | Vélodrome d'Hiver                              | 100 km              | Roger Godeau                   | Georges Sérès (fils)         | Raoul Lesueur                |
| 1951 (Professionnels - 1e édition) | 18 mars (finale)        | Vélodrome d'Hiver                              | 100 km              | Roger Godeau                   | Henri Lemoine                | Guy Solente                  |
| 1951 (2e édition)                  | 17 juin (finale)        | Parc des Princes                               | 100 km              | Guy Bethery                    | Guy Solente                  | Louis Chaillot               |
| 1951 (3eédition)                   | 23 septembre (finale)   | Vélodrome Buffalo                              | 100 km              | Henri Lemoine                  | Raoul Lesueur                | Louis Chaillot               |
| 1952 (Professionnels)              | 22 juin (finale)        | Vélodrome du Parc des Princes                  | 100km               | Henri Lemoine                  | Raoul Lesueur                | Gabriel Claverie             |
| 1953 (Professionnels)              | 28 juin (finale)        | Vélodrome du Parc des Princes                  | 100 km              | Henri Lemoine                  | Roger Queugnet               | Guy Solente                  |
| 1954 (Professionnels)              | 16 juin (finale)        | Vélodrome du Parc des Princes                  | 100 km              | Roger Queugnet                 | Roger Rioland                | Guy Solente                  |
| 1955 (Professionnels)              | 19 Juin (finale)        | Vélodrome du Parc des Princes                  | 1 heure (74,345 km) | Roger Queugnet                 | Roger Rioland                | Guy Bethery                  |
| 1956 (Professionnels)              | 15, 29 avril et 10 Juin | Vélodrome du Parc des Princes                  | 1 heure             | Roger Godeau                   | Ange Le Strat                | Henri Lemoine                |
| 1957                               | 19 mai                  | Vélodrome du Parc des Princes                  | 1 heure             | Roger Godeau                   | Bernard Bouvard              | André Boher                  |
| 1958                               | 18 mai                  | Vélodrome du Parc des Princes                  | 1 heure (77,170 km) | Bernard Bouvard                | Roger Godeau                 | Georges Lavalade             |
| 1959                               | 31 mai                  | Vélodrome du Parc des Princes                  | 1 heure (79,268 km) | Bernard Bouvard                | Roger Godeau                 | Jean Raynal                  |
| 1960 (Professionnels)              | 19 mai                  | Parc des Princes                               | 1 heure             | Roger Godeau                   | Jean Raynal                  | André Retrain                |
| 1961 (Professionnels)              | 11 juin                 | Parc des Princes                               | 1 heure             | Jean Raynal                    | Robert Varnajo               | André Retrain                |
| 1962 (Professionnels)              | 20 mai                  | Parc des Princes                               | 1 heure - 76,775 km | Robert Varnajo                 | Jean Raynal                  | André Retrain                |
| 1963 (Professionnels)              | 9 juin                  | Parc des Princes                               | 1 heure - 77,087 km | Robert Varnajo                 | Roger Hassenforder           | André Retrain                |
| 1964 (Professionnels)              | 14 juin                 | Parc des Princes                               | 1 heure - 69,100 km | Robert Varnajo                 | Michel Scob                  | Antège Godelle               |
| 1965 (Professionnels)              | 20 juillet (nocturne)   | Stade Vélodrome Auguste-Delaune                | 1 heure - 72,400km  | Jean Raynal                    | Robert Varnajo               | Michel Scob                  |
| 1966 (Professionnels)              | 14 juillet              | Parc des Princes                               | 1 heure - 74,450 km | Jean Raynal                    | Daniel Salmon                | Robert Giscos                |
| 1967 (Professionnels)              | 23 juillet              | Parc des Princes                               | 1 heure - 77,087 km | Jean Raynal                    | Daniel Salmon                | Antège Godelle               |
| 1968 (Professionnels)              | 19 mai                  | Stade-vélodrome Roger Salengro (Creil)         | 1 heure - 73,180 km | Jean Raynal                    | Daniel Salmon                | Antège Godelle               |
| 1969 (Professionnels)              | 31 aout                 | Vélodrome municipal du Bois-de-Vincennes       | 1 heure             | Michel Scob                    | Jean Raynal                  | Daniel Salmon                |
| 1970 Open                          | 31 octobre              | Vélodrome d’hiver Palais des sports (Grenoble) | 50 km               | Michel Scob (pro)              | Alain Dupontreue (amateur)   | Jean-Paul Routens            |
| 1971 (amateurs )                   | 18 juillet              | Vélodrome municipal du Bois-de-Vincennes       | 50 km               | Alain Dupontreue               | Jean-Paul Routens            | Jacques Ingert               |
| 1972 (Professionnels)              | annulé                  |                                                |                     |                                |                              |                              |
| 1972 (amateurs)                    | 8-11 juillet            | Vélodrome municipal de Dijon                   | 50 km               | Alain Dupontreue               | Jacques Prieur               | Gérard Tamburini             |
| 1973 (Professionnels)              | 28 aout                 | Stade Vélodrome Auguste-Delaune                | 1 heure - 71,098 km | Alain Van Lancker              | Christian Palka              | Christian Raymond            |
| 1973 (amateurs)                    | 4-5 aout                | Vélodrome de Sapiac - Montauban                | 49,215 km           | Alain Dupontreue               | Jean-Paul Routens            | Claude Joly                  |
| 1974 (Professionnels)              | 30 juillet (nocturne)   | Stade Vélodrome Auguste-Delaune                | 1 heure             | Alain Dupontreue               | Enzo Mattioda                | Bernard Masson               |
| 1974 (amateurs)                    | 30 juillet (nocturne)   | Stade Vélodrome Auguste-Delaune                | 50 km               | Serge Aubey                    | Fabien Mertz                 | Daniel Pouilly               |
| 1975 (Professionnels)              | 9 aout                  | Stade Vélodrome Auguste-Delaune                | 1 heure             | Enzo Mattioda                  | Alain Dupontreue             | Patrick Cluzaud              |
| 1975 (amateurs)                    | 9 aout                  | Stade Vélodrome Auguste-Delaune                | 50 km               | Jean Pinsello                  | Joël Lacroix                 | Fabien Mertz                 |
| 1976 (Professionnels)              | 4 juin                  | Vélodrome municipal du Bois-de-Vincennes       | 50 km               | Alain Dupontreue               | Enzo Mattioda                | Alain Van Lancker            |
| 1976 (amateurs)                    | 25 juillet              | Vélodrome municipal du Bois-de-Vincennes       | 50 km               | Jean Pinsello                  | Joël Lacroix                 | Patrick Derozier             |
| 1977 (Professionnels)              | 9 juillet               | Stade Vélodrome Léo-Lagrange (Besançon)        | 1 heure             | Alain Dupontreue               | Mariano Martinez             | Marcel Boishardy             |
| 1977 (amateurs)                    | 7-9 juillet             | Stade Vélodrome Léo-Lagrange (Besançon)        | 50 km               | Max Lefort                     | Jean-Claude Lecourieux       | Dominique Thiébaud           |
| 1978 (Open)                        | 22 octobre              | Vélodrome d’hiver Palais des sports (Grenoble) | 50 km               | Alain Dupontreue               | Gilles Blanchardon (amateur) | Dominique Thiébaud (amateur) |
| 1979 (amateurs)                    | 3 novembre              | Vélodrome d’hiver Palais des sports (Grenoble) | 50 km               | Dominique Thiébaud             | Pierre Trentin               | Jean-Claude Rude             |
| 1980 (amateurs)                    | 24 aout                 | Stade-vélodrome Léo Lagrange (Besançon)        | 50 km               | Pierre Trentin                 | Dominique Thiébaud           | Jean-Luc Blanchardon         |
| 1981 (amateurs)                    | 19 juillet              | Stade Vélodrome Auguste-Delaune                | 50 km               | Franck Clemente                | Pierre Trentin               | Dominique Thiébaud           |
| 1982 (amateurs)                    | 28 juillet              | Bressuire                                      | 50 km               | Jean-Claude Lecourieux         | Pierre Trentin               | Dominique Thiébaud           |
| 1983 (amateurs)                    | 26 juillet              | Stade-vélodrome Léo Lagrange (Besançon)        | 50 km               | Jean-Claude Lecourieux         | Dominique Thiébaud           | Joël Palmace                 |
| 1984 (amateurs)                    | 1er juillet             | Vélodrome de Grande-Synthe                     | 50 km               | Bruno Garnier                  | Pierre Trentin               | Dominique Thiébaud           |
| 1985 (amateurs)                    | 4 aout                  | Anneau Rose Pierre Tollini (Commercy)          | 50 km               | Dominique Thiébaud             | Bruno Garnier                | Jean-Charles Vigne           |
| 1985                               |                         |                                                |                     | Frédéric Vichot                | Éric Guyot                   | Yvon Bertin                  |
| 1986 (amateurs)                    | 20 juillet              | Stade Albert-Domec (Carcassonne)               | 5 ,270 km           | Bruno Garnier                  | Francis Coquoz               | Jean-François Pouzet         |
| 1986                               | 22-23 septembre         | Vélodrome des Mines Bruay-la-Buissière         |                     | Jacques Decrion                | Thierry Barrault             | Gérard Simonnot              |
| 1988                               | 31 juillet              | Bordeaux                                       |                     | Philippe Tarantini             | Jean-François Pouzet         | Alain Parisot                |
| 1989                               | 23 juillet              | Vélodrome des Mines Bruay-la-Buissière         |                     | Serge Crottier-Combe           | Gérard Simonnot              | Alain Parisot                |
| 1990                               | 23 juillet              | Vélodrome de Foix                              |                     | Pascal Chollet                 | Christian Pierron            | Éric Giletto                 |
| 1991                               | 3 août                  | Bordeaux                                       |                     | Michel Dubreuil                | Serge Crottier-Combe         | Jean-Louis Nicolas           |
| 1992                               |                         |                                                |                     | Serge Crottier-Combe (amateur) | Christian Pierron (amateur)  | Marc Duval                   |
| 1993                               |                         |                                                |                     | Serge Crottier-Combe (amateur) | Hervé Dagorne (amateur)      | Marc Seynaeve                |
| 1994                               |                         |                                                |                     | Marc Seynaeve                  | Michel Dubreuil              | Frédéric Thomas              |
| 1996                               | 27 juillet              | Saint-Denis-de-l'Hôtel                         |                     | Marc Seynaeve                  | Éric Giletto                 | Michel Dubreuil              |
| 1997                               |                         |                                                |                     | Marc Seynaeve                  | Serge Crottier-Combe         | Nicolas Fournier             |
| 1999                               |                         |                                                |                     | Anthony Gillet                 | Marc Seynaeve                | Olivier Ouvrard              |
| 2000                               |                         |                                                |                     | Anthony Gillet                 | Marc Seynaeve                | Serge Crottier-Combe         |
| 2001                               |                         |                                                |                     | Marc Seynaeve                  | Anthony Gillet               | Stéphane Bénetière           |
| 2002                               |                         |                                                |                     | Stéphane Bénetière             | Samuel Dumoulin              | Marc Seynaeve                |
| 2003                               |                         |                                                |                     | Samuel Dumoulin                | Stéphane Bénetière           | Steven Dupouy                |
| 2004                               |                         |                                                |                     | Stéphane Bénetière             | Anthony Gillet               | Mickaël Buffaz               |
| 2005                               |                         |                                                |                     | Samuel Dumoulin                | David Derepas                | Benoît Daeninck              |
| 2006                               |                         |                                                |                     | David Derepas                  | François Lamiraud            | Benoît Daeninck              |
| 2007                               |                         |                                                |                     | David Derepas                  | Mickaël Buffaz               | Émilien Clère                |
| 2008                               |                         |                                                |                     | Mickaël Buffaz                 | David Derepas                | Antoine Gorichon             |
| 2009                               |                         |                                                |                     | David Derepas                  | Antoine Gorichon             | Émilien Clère                |
| 2010                               |                         |                                                |                     | David Derepas                  | François Lamiraud            | Antoine Gorichon             |
| 2011                               |                         |                                                |                     | Benoît Daeninck                | David Derepas                | Émilien Clère                |
| 2012                               |                         |                                                |                     | Benoît Daeninck                | David Derepas                | Antoine Gorichon             |
| 2013                               |                         |                                                |                     | Benoît Daeninck                | Émilien Clère                | David Derepas                |
| 2014                               |                         |                                                |                     | Émilien Clère                  | Alexandre Paccalet           | Antoine Gaudillat            |
| 2015                               |                         |                                                |                     | Antoine Gaudillat              | Christopher Gamez            | Kévin Fouache                |
| 2016                               |                         |                                                |                     | Émilien Clère                  | Antoine Gaudillat            | Benoît Daeninck              |
| 2017                               |                         |                                                |                     | Émilien Clère                  | Joseph Berlin-Sémon          | Kévin Fouache                |
| 2018                               |                         |                                                |                     | Joseph Berlin-Sémon            | Kévin Fouache                | Émilien Clère                |
| 2019                               |                         |                                                |                     | Joseph Berlin-Sémon            | Émilien Clère                | Kévin Fouache                |
| 2020                               | 12/09                   | Vélodrome Georges-Préveral                     | 50 km               | Joseph Berlin-Sémon            | Camille Batista              | Christopher Gamez            |
| 2021                               | 11/09                   | Parc de la Tête d'Or                           | 52,828 km           | Joseph Berlin-Sémon            | Kévin Fouache                | Émilien Clère                |
| 2022                               | 03/07                   | Commercy                                       | 50 km               | Émilien Clère                  | Kévin Fouache                | Joseph Berlin-Sémon          |
| 2023                               | 09/09                   | Parc de la Tête d'Or                           | 50 km               | Joseph Berlin-Sémon            | Nathan Chevrier              | Camille Batista              |
| 2024                               | 07/09                   | Parc de la Tête d'Or                           | 50 km               | Titouan Fontaine               | Émilien Clère                | Gabriel Thomas               |
| 2025                               | 15/06                   | Saint-Denis-de-l'Hôtel                         | 52,5 km             | Louis Pijourlet                | Antoine Gaudillat            | Émilien Clère                |

## Remarque
- Les champions 1890, 1891 et 1892 deviendront tous les trois pilotes automobiles, les deux premiers étant natifs d'Angers (de même pour le vice-champion 1891 et 1893, ainsi que pour celui de 1888, également constructeur).